# Piz Lagrev
Piz Lagrev är en bergstopp i Schweiz.   Den ligger i regionen Maloja och kantonen Graubünden, i den östra delen av landet, 180 km öster om huvudstaden Bern. Toppen på Piz Lagrev är 3 165 meter över havet, eller 843 meter över den omgivande terrängen. Bredden vid basen är 11,1 km. Piz Lagrev ligger vid sjön Silsersee.
Terrängen runt Piz Lagrev är huvudsakligen bergig, men norrut är den kuperad. Närmaste större samhälle är St. Moritz, 10,6 km nordost om Piz Lagrev. 
Trakten runt Piz Lagrev består i huvudsak av gräsmarker. Runt Piz Lagrev är det glesbefolkat, med 13 invånare per kvadratkilometer.